# Sebastian Westernacher

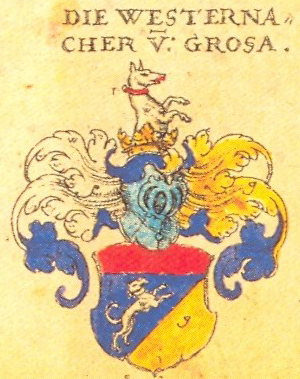
Westernacher von Grosa in Siebmachers Wappenbuch

Sebastian Westernacher von Gro(s)sa, Neudeggerhof und Lichtenwörth (* um 1550 in Augsburg; † 19. Dezember 1599) war Sekretär der kaiserlichen Reichshofkanzlei in Diensten Erzherzogs Ernst von Österreich, später auch Herzogs Albrecht VII. von Österreich; kaiserlicher geheimer Rat, deutscher Staatssekretär in Brüssel und Diplomat.

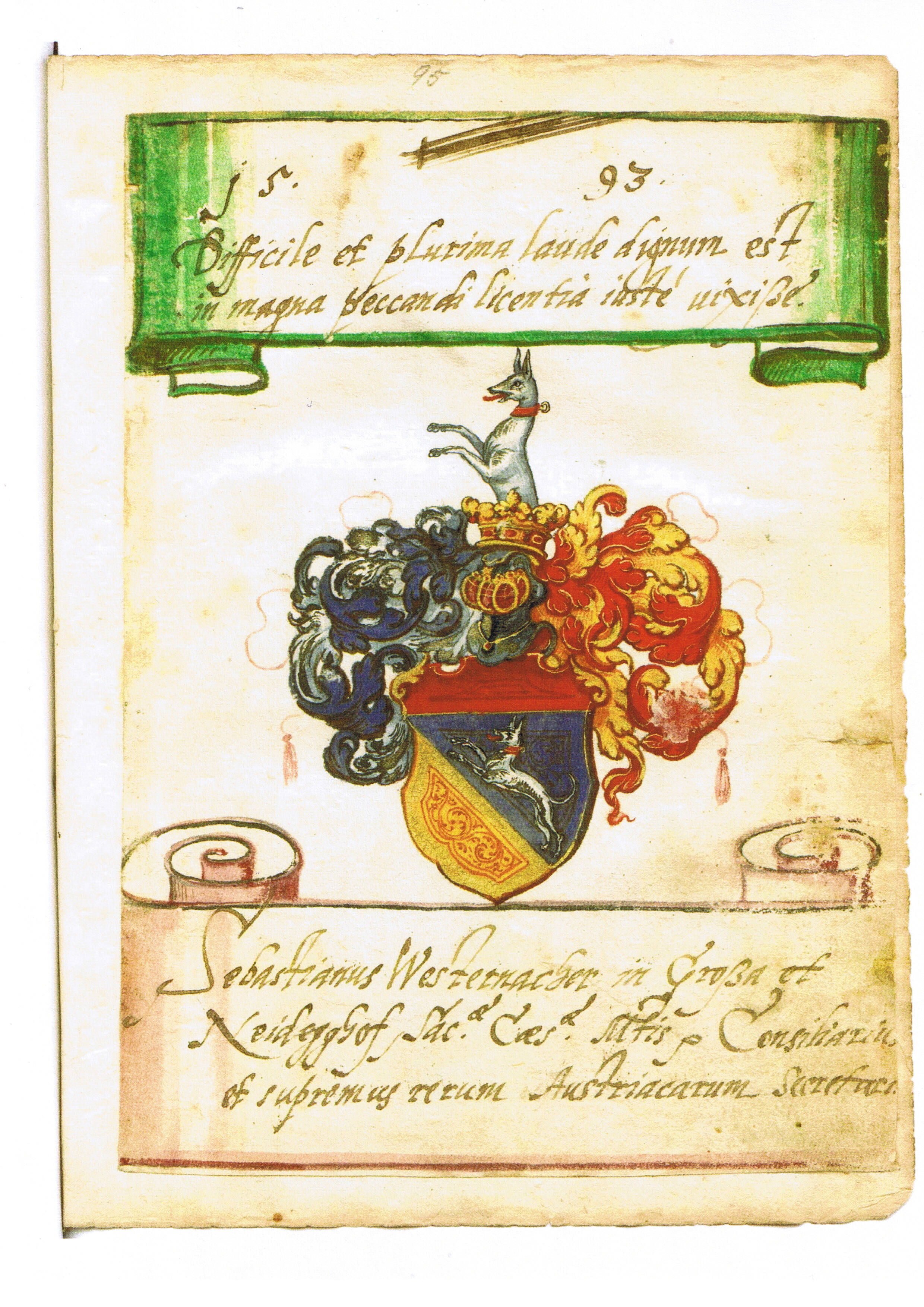
Wappen des Sebastian Westernacher von Großa

## Leben
Geboren wurde er als Sohn des gleichnamigen Kastners von Oberkirchberg bei Illerkirchberg und Katharina Fugger vom Reh.
Nach dem Tod des Vaters im Jahre 1553 wurden Sebastian und seine drei Schwestern Barbara, Katharina und Anna unter die Vormundschaft von Ulrich Fugger vom Reh, Kürschner in Augsburg, und Christoph Stern, Goldschmied in Augsburg, gestellt. Sebastian erhielt ein Stipendium und besuchte 1563 das renommierte, lutherische Gymnasium bei St. Anna in Augsburg. Im Hause des obersten Schulmeister Matthias Schenk teilte er sich ein Zimmer mit Lukas Geizkofler, dem späteren Juristen und Humanisten. In dessen Biographie findet Sebastian Westernacher mehrfach Erwähnung. Demnach verband die beiden, vom Wesen sehr unterschiedlichen Jungen, die jedoch gemeinsame Interessen teilten, eine enge Freundschaft, die sie noch im Erwachsenenalter pflegten.
Westernacher verließ die Schule frühzeitig und begab sich „in herrendienst zu schreiberei in die Pfalz“, bevor er schließlich am österreichischen Hof eine Karriere begann. Unter Maximilian II. war er zunächst (1573) Schreiber der Reichshofkanzlei, bevor er 1577 als Sekretär in die Dienste der Kaiserinwitwe Maria von Spanien (1528–1603) trat. In den Jahren seiner Tätigkeit in der Reichshofkanzlei zeigte sich jedoch, dass die auch die verwandtschaftliche Beziehung zum Hause Fugger in seiner beruflichen Laufbahn bedeutend waren. So ließ er den Fuggern regelmäßig über mehrere Jahre hinweg vertrauliche Nachrichten zukommen, die er über Verwandte, wie seinen Schwager Michael Leonhard Mayer oder Hermann Rentz an Philipp Eduard Fugger und dessen Bruder Octavian, die Freiherren von Kirchberg und Weißenhorn, zustellen ließ.
Im Juli 1580 kehrte er, durch den Kaiser mit dem Diplom eines öffentlichen Notars versehen, wieder in die Reichshofkanzlei zurück und trat in die Dienste des Erzherzogs Ernst von Österreich. Laut der "Inventare österreichischer Archive, Bd. 5, Ausgaben 1-3", Verlag Ferdinand Berger in Horn von 1953, herausgegeben vom Österreichischen Staatsarchiv, "amtierte er in Wien und war hier zwischen den Jahren 1585–1595 die Hauptarbeitskraft der Kanzlei. Aus dieser Zeit finden sich zahlreiche Konzepte seiner Hand."
Als Hofsekretär und „geheimer Rath“ des Erzherzogs, dem in den Jahren 1583 bis 1594 als Statthalter die Verwaltung des Landes oblag, war Westernacher auch eng in die Durchführung der 1576 von Kaiser Rudolf II. im Zuge der Gegenreformation veranlassten Maßnahmen eingebunden und aufgrund dessen selbst vom lutherischen Glauben zum Katholizismus konvertiert, obwohl er „die evangelische christlich Augsburgische Konfession... noch nit aus seinem Herzen gelassen“. Nicht zuletzt deshalb missbilligte er Kardinal Melchior Khlesls Eifer im Vorgehen gegen die Protestanten.
Dennoch wird er auch als „hochvertrauter Geschäftsmann“ der streng katholischen Erzherzogin Maria Anna von Bayern (1551–1608) bezeichnet, der Mutter des späteren Kaisers Ferdinand II., der seit 1590 unter der Vormundschaft des Erzherzogs Ernst stand. Aus Westernachers Korrespondenz mit ihr sind zahlreiche Briefe erhalten.
1594 war Westernacher als Kanzleramtsverwalter des Erzherzogs Ernst tätig, der auch die niederländischen Provinzen der Habsburger verwaltete, und begleitete diesen schließlich als deutscher Staatssekretär nach Brüssel. Nach dem Tod des Erzherzogs 1596 wurde Westernacher dessen Bruder, Herzog Albrecht VII. von Österreich zugeteilt, aber auch von Kaiser Rudolf II. mit diplomatischen Aufgaben betraut. Als Diplomat besaß Westernacher nicht nur das Vertrauen Rudolfs, sondern genoss auch im Ausland hohes Ansehen.
In den letzten Jahren des 16. Jahrhunderts wurde Westernacher Direktor der Hofkanzlei und erhielt seine Ernennung zum kaiserlichen Reichshofrat, weilte aber die meiste Zeit in den Niederlanden. Auf einer geschäftlichen Heimreise nach Wien erkrankte er an der Pest und starb am 19. Dezember 1599. Sein Nachfolger im Amt des Staatssekretärs wurde Blasius Hütter.

## Familie
Sebastian Westernacher gehörte bei seinem Tode den niederösterreichischen Ritterstandsgeschlechtern an und war in zweiter Ehe mit Maria Saurer von Sauerburg verheiratet, die am 2. Januar 1603 den Freiherrn Johann Heinrich von Salburg, kaiserl. Kämmerer, ehelichte. Westernacher ist in der Gruft der Michaelerkirche (Wien) beigesetzt. Neben seiner Witwe hinterlässt Westernacher eine Tochter Rosina (verheiratet mit Peter Gregorotzky zu Krumau auf Kamp) und einen noch minderjährigen Sohn Hieronymus (später verheiratet mit Elisabeth von Innprug auf Peygarten), die beide aus seiner ersten Ehe mit Anna Fröschel, Tochter des Augsburger Stadtarztes und Alchimisten Benedikt Fröschel, stammen. Als weitere Kinder sind Ernst, Georg und Ursula genannt. 
Hieronymus Westernacher von Grossa war im Jahre 1610 Truchseß unter König Matthias und wird 1618 zum Regierungsrat im Ritterstand ernannt. Einer der anderen Söhne starb in jungen Jahren „durch einen unglücklichen Gewehrschuß“.

## Titel, Wappen und Lehen
Westernacher wurde am 28. Oktober 1586 mit dem Neudegger Hof (bei Sankt Ulrich in Wien) belehnt, 1588 erwarb er Grossau (bei Vöslau, Niederösterreich), und erscheint in den meisten Quellen als „Sebastian Westernacher von Grossa“ (auch „von Grossau“ oder „von Grosa“) – ein Titel, den später auch sein Sohn Hieronymus trug. Dieser erhielt den zum Bistum Passau gehörigen Neudeggerhof (auch Neideggerhof) am 6. Januar 1601 ebenfalls zum Lehen. Das Familienwappen Wappen ist in Siebmachers Wappenbuch 1605 unter Rheinische Wappen als „Westernacher von Grosa“ eingetragen. Es zeigt einen silbernen, springenden Hund auf blauem Grund in einem diagonal gelb-blau geteilten Schild. 1591 erhält Westernacher auch die Herrschaft Merkenstein und Feste Merkenstein als Pfand und war zeitweise auch mit Lichtenwörth (bei Wiener Neustadt) belehnt. Am 6. März 1592 wurde ihm durch Rudolf II das kleine Palatinat verliehen; er erhielt die Rotwachsfreiheit. Im „Verzeichnis seiner fürstlichen Durchlaucht Erzherzog Ernst von Österreich“ findet man ihn gelistet als „Herr Sebastian Westernacher zu Grossa, Lichtenwörth und Neudeggerhof, Röm. Kay. Maj. Rath und Hofsekretär auch des Erzherzog Ernst geheimer Rath und Kanzler Amts Verwalter im Niederlande“.